# Sde Moše
Sde Moše (hebrejsky שְׂדֵה מֹשֶׁה, doslova „Mošeho pole“, v oficiálním přepisu do angličtiny Sede Moshe, přepisováno též Sde Moshe) je vesnice typu mošav v Izraeli, v Jižním distriktu, v Oblastní radě Lachiš.

## Geografie
Leží v nadmořské výšce 146 metrů v pobřežní nížině, v regionu Šefela, nedaleko severního okraje pouště Negev. Jižně od obce protéká vodní tok Lachiš.
Obec se nachází 24 kilometrů od břehu Středozemního moře, cca 52 kilometrů jižně od centra Tel Avivu, cca 45 kilometrů jihozápadně od historického jádra Jeruzalému a 2 kilometry východně od města Kirjat Gat. Sde Moše obývají Židé, přičemž osídlení v tomto regionu je etnicky převážně židovské.
Sde Moše je na dopravní síť napojen pomocí dálnice číslo 35, jež se jihovýchodně od vesnice kříží s dálnicí číslo 6 (takzvaná Transizraelská dálnice).

## Dějiny
Sde Moše byl založen v roce 1956. Šlo o součást jednotně koncipované sídelní sítě budované v regionu Chevel Lachiš po vzniku státu Izrael. Zakladateli mošavu byli stoupenci hnutí me-ha-Ir le-kfar (מהעיר לכפר) - „Z města na vesnici“. Zpočátku se nová osada nazývala Sde Ješ'ajahu (שדה ישעיהו). Nynější název odkazuje na barona Maurice de Hirsche, zakladatele Židovského kolonizačního sdružení, které v 19. století podporovalo zemědělské židovské osidlování. Jméno barona Hirsche bylo v hebrejštině Moše. Místní ekonomika je založena na zemědělství (pěstování polních plodin, sadovnictví, skleníkové hospodaření, pěstování révy, chov drůbeže a ovcí). V osadě funguje mateřská škola. Dále je tu k dispozici plavecký bazén a sportovní areály.
Mošav byl situován poblíž lokality, kde do roku 1948 stávala vesnice Irak al-Manšija, která byla během války za nezávislost vysídlena.

## Demografie
Podle údajů z roku 2014 tvořili naprostou většinu obyvatel v Sde Moše Židé (včetně statistické kategorie "ostatní", která zahrnuje nearabské obyvatele židovského původu ale bez formální příslušnosti k židovskému náboženství).
Jde o menší obec vesnického typu s dlouhodobě rostoucí populací. K 31. prosinci 2014 zde žilo 739 lidí. Během roku 2014 populace stoupla o 4,1 %.
| Rok            | 1961 | 1972 | 1983 | 1995 | 2001 | 2003 | 2004 | 2005 | 2006 | 2007 | 2008 | 2009 | 2010 | 2011 | 2012 | 2013 | 2014 |
| -------------- | ---- | ---- | ---- | ---- | ---- | ---- | ---- | ---- | ---- | ---- | ---- | ---- | ---- | ---- | ---- | ---- | ---- |
| Počet obyvatel | 283  | 292  | 250  | 244  | 273  | 339  | 337  | 339  | 355  | 390  | 423  | 615  | 654  | 669  | 695  | 710  | 739  |